# Word of the Year
Word of the Year（英語：ワード・オブ・ザ・イヤー、日本語：今年の単語（ことしのたんご）、今年の言葉（ことしのことば））とは、毎年各団体が選ぶ「今年の単語」。
日本では、知恵蔵が2000年から2006年までその名称で選定を行っていた。